# 13e cérémonie des Chlotrudis Awards
La 13e cérémonie des Chlotrudis Awards, décernés par la Chlotrudis Society for Independent Film, a eu lieu le 18 mars 2007 et a récompensé les meilleurs films indépendants de l'année précédente.

## Palmarès

### Meilleur film
- Caché – Réal. : Michael Haneke
  - Temporada de patos – Réal. : Fernando Eimbcke
  - Half Nelson – Réal. : Ryan Fleck
  - Inland Empire – Réal. : David Lynch
  - Shortbus – Réal. : John Cameron Mitchell
  - Sorry, Haters – Réal. : Jeff Stanzler

### Meilleur réalisateur
- Michael Haneke pour Caché
  - Pedro Almodóvar pour Volver
  - Fernando Eimbcke pour Temporada de patos
  - David Lynch pour Inland Empire
  - Deepa Mehta pour Water (वाटर)

### Meilleur acteur
- Vincent Lindon pour le rôle de Marc Thiriez dans La Moustache
  - Daniel Auteuil pour le rôle de Georges Laurent dans Caché
  - Gael García Bernal pour le rôle de Stéphane Miroux dans La Science des rêves
  - Ryan Gosling pour le rôle de Dan Dunne dans Half Nelson
  - Guy Pearce pour le rôle de Charlie Burns dans The Proposition
  - Ray Winstone pour le rôle du capitaine Stanley dans The Proposition

### Meilleure actrice
- Robin Wright Penn pour le rôle de Phoebe dans Sorry, Haters
  - Maggie Cheung pour le rôle de Emily Wang dans Clean
  - Laura Dern pour le rôle de Nikki Grace / Susan Blue dans Inland Empire
  - Shareeka Epps (en) pour le rôle de Drey dans Half Nelson
  - Sandra Hüller pour le rôle de Michaela Klingler dans Requiem
  - Elliot Page pour le rôle de Hayley Stark dans Hard Candy

### Meilleur acteur dans un second rôle
- Jackie Earle Haley pour le rôle de Ronnie J. McGorvey dans Little Children
  - Enrique Arreola pour le rôle d'Ulises dans Temporada de patos
  - Robert Downey Jr. pour le rôle de James Barris dans A Scanner Darkly
  - Richard Griffiths pour le rôle de Hector dans History Boys
  - Danny Huston pour le rôle d'Arthur Burns dans The Proposition
  - Nick Nolte pour le rôle d'Albrecht Hauser dans Clean

### Meilleure actrice dans un second rôle
- Carmen Maura pour le rôle d'Irene dans Volver
  - Charlotte Gainsbourg pour le rôle de Stéphanie dans La Science des rêves
  - Catherine O'Hara pour le rôle de Marilyn Hack dans For Your Consideration
  - Zoe Weizenbaum pour le rôle de Malee Chuang dans 12 and Holding
  - Grace Zabriskie pour le rôle du visiteur no 1 dans Inland Empire

### Meilleure distribution
- Little Miss Sunshine
  - Temporada de patos
  - For Your Consideration
  - History Boys
  - Les Poupées russes

### Meilleur scénario original
- The Proposition – Nick Cave
  - Caché – Michael Haneke
  - Old Joy – Jonathan Raymond et Kelly Reichardt
  - Requiem – Bernd Lange
  - Sorry, Haters – Jeff Stanzler

### Meilleur scénario adapté
- Tournage dans un jardin anglais (A Cock and Bull Story) – Frank Cottrell Boyce
  - Brothers of the Head – Tony Grisoni
  - History Boys – Alan Bennett
  - Little Children – Todd Field et Tom Perrotta
  - La Moustache – Emmanuel Carrère
  - A Scanner Darkly – Richard Linklater

### Meilleur design visuel
- La Science des rêves
  - Brothers of the Head
  - Iron Island (جزیره آهنی)
  - Inland Empire
  - L'Accordeur de tremblements de terre (The Piano Tuner of Earthquakes)
  - Water (वाटर)

### Buried Treasure
(ex æquo)
- Iron Island (جزیره آهنی)
- La Nuit de la vérité
  - 51 Birch Street
  - El Aura
  - L'Intrus
  - Mutual Appreciation (en)

### Meilleur film documentaire
- This Film Is Not Yet Rated
  - 10e chambre, instants d'audience
  - Up Series
  - Jesus Camp
  - Shut Up and Sing (Dixie Chicks: Shut Up and Sing)
  - Sisters in Law (Sisters in Law: Stories from a Cameroon Court)
  - Street Fight

### Meilleur court métrage
- Trina's Collections
  - Almanac
  - Forgetting Betty
  - In the Tradition of My Family
  - Portrait As
  - Puppet
  - Some Dreams Come True
  - Sounds
  - The Story of Bubbleboy
  - Til Death Do Us Part
  - The Wine Bar

### Career So Far Award
- Tracy Wright

### Body of Work Award
- Don McKellar